# Mine El Pachon
La mine de Pachon (en espagnol : El Pachón) est une mine de cuivre située en Argentine et au Chili. 
El Pachón est gérée par la compagnie minière Glencore,.